# Kosis
Kosis ist eine Siedlung und gleichnamige Farm im Wahlkreis Berseba in der Region ǁKaras im Süden Namibias. Die Siedlung liegt etwa 28 Kilometer südöstlich von Bethanie(n) und 11 km nordöstlich von Goageb unweit des Konkiep.

## Anmerkung
1. ↑  Anmerkung: Dieser Artikel enthält Schriftzeichen aus dem Alphabet der im südlichen Afrika gesprochenen Khoisansprachen. Die Darstellung enthält Zeichen der Klicklautbuchstaben ǀ, ǁ, ǂ und ǃ. Nähere Informationen zur Aussprache langer oder nasaler Vokale oder bestimmter Klicklaute finden sich z. B. unter Khoekhoegowab.